# Jaime Saleh
Jaime Mercelino Saleh (Bonaire, 20 april 1941) is een voormalig gouverneur van de Nederlandse Antillen. Verder was hij bijzonder hoogleraar Constitutioneel Koninkrijksstaatsrecht aan de Universiteit Utrecht.
Na zijn rechtenstudie was Saleh van 1967 tot 1968 werkzaam aan de rechtbank van Zutphen. Hierna was hij tot 1971 officier van justitie bij het parket Curaçao. Van 1971 tot 1974 was hij advocaat op Curaçao. In december 1974 werd hij lid van het Hof van Justitie van de Nederlandse Antillen. Van september 1979 tot 1 februari 1990 was Saleh president van het Gemeenschappelijk Hof van Justitie van de Nederlandse Antillen en Aruba en tevens president van de zeekrijgsraad van de Nederlandse Antillen en Aruba. Op 15 januari 1990 werd hij aangesteld als gouverneur van de Nederlandse Antillen. Hij bleef dit tot 1 juli 2002.
Vanaf oktober 2004 was Saleh minister van staat van de Nederlandse Antillen. Na de staatkundige hervormingen van 2010 was hij dit van Curaçao. In de periode 2016-2021 kwam Saleh in opspraak door zelfverrijking toen bleek dat hij als lid van de raad van commissarissen van de noodlijdende verzekeraar ENNIA 3 miljoen gulden als vergoeding had ontvangen. Om deze feiten verzocht de Curaçaose regering Saleh in september 2023 om zijn functie als minister van staat neer te leggen. Dit deed hij.
Prof. mr. Jaime Saleh is Ridder in de Orde van de Nederlandse Leeuw en Commandeur in de Orde van Oranje-Nassau. Ook is hij beschermheer van Dutch Caribbean Nature Alliance.
Saleh is gehuwd met Marguerite Saleh-Halabi en samen hebben zij vier kinderen en vier kleinkinderen.
- Gemeinsame Normdatei: 102506304X
- International Standard Name Identifier: 0000 0003 8799 2200
- Library of Congress Control Number: nb2005015163
- NARCIS: PRS1304189
- Nederlandse Thesaurus van Auteursnamen: 149006470
- Virtual International Authority File: 281080552
- WorldCat: E39PBJy49qKBrMc3kcpfcGmTpP